# فارس الطقيقي
فارس سليمان الطقيقي لاعب كرة قدم سعودي ، لعب سابقاً في نادي الوطني.